# بتی الیورو
بتی الیورو (عبری: בטי אוליברו‎؛ زادهٔ ۱۶ مهٔ ۱۹۵۴) آهنگساز، و مربی موسیقی اهل اسرائیل است.